# Ouhozi
Ouhozi är en ort i Komorerna.   Den ligger i distriktet Grande Comore, i den nordvästra delen av landet, 30 km norr om huvudstaden Moroni. Ouhozi ligger 59 meter över havet och antalet invånare är 1 930. Den ligger på ön Grande Comore.
Terrängen runt Ouhozi är kuperad åt sydost. Havet är nära Ouhozi åt nordväst. Runt Ouhozi är det tätbefolkat, med 411 invånare per kvadratkilometer. Närmaste större samhälle är Mitsamiouli, 2,3 km norr om Ouhozi. Omgivningarna runt Ouhozi är en mosaik av jordbruksmark och naturlig växtlighet.